# Événement de la rivière Curuçá de 1930
| rivière Curuçá |

L’événement de la rivière Curuçá de 1930 est la possible chute d’objets le 13 août 1930 sur la région de la rivière Curuçá, au Brésil,. Il est basé sur le récit d'un enquêteur unique qui a interrogé des témoins du prétendu événement, qui a ensuite écrit une lettre à l'Observatoire du Vatican. 

## Vue d'ensemble
L’événement n’attira guère l’attention jusqu’en 1995, date à laquelle l’astronome britannique Mark E. Bailey trouva dans les archives de la Bibliothèque du Vatican un numéro de 1931 de L’Osservatore Romano qui contenait une dépêche du franciscain Fedele d’Alviano. D'Alviano s'était rendu dans la région cinq jours après l'événement et avait interrogé des personnes de la région; ils lui dirent qu'ils avaient peur de ce qui s'était passé. Selon Bailey, l'événement de Curuçá était l'un des événements d'impact les plus importants du XXe siècle. 
S'inspirant de l'article de Bailey et sur la base des images de satellites Landsat, l'astrophysicien brésilien Ramiro de la Reza a tenté de trouver un astroblème, les restes d'un cratère d'impact de météorite. Il a exploré une structure circulaire mesurant 1 kilomètre de diamètre au sud-est du village d'Argemiro, mais n'a trouvé aucune preuve d'impact. 
Au cours de la première semaine de juin 1997, de la Reza a dirigé une expédition, organisée par Rede Globo et cofinancée par la chaîne australienne ABC Television, dans la région où l'événement aurait eu lieu. Des chercheurs ultérieurs ont conclu que la structure circulaire n'était pas liée à l'événement rapporté et ne constituait pas un cratère d'impact,. 
En supposant que l'événement rapporté soit une explosion aérienne, divers chercheurs ont estimé la masse initiale du météore entre 1 000 et 25 000 tonnes. Les estimations de l'énergie libérée ont varié entre 9 kilotonnes, 100 kilotonnes et 5 mégatonnes, bien que la plupart des estimations placent cette énergie à moins de 1 mégatonne. 